# Меркише Хајде
Меркише Хајде (њем. Märkische Heide) општина је у њемачкој савезној држави Бранденбург. Једно је од 37 општинских средишта округа Даме-Шпревалд. Према процјени из 2010. у општини је живјело 4.464 становника. Посједује регионалну шифру (AGS) 12061329.

## Географски и демографски подаци
Меркише Хајде се налази у савезној држави Бранденбург у округу Даме-Шпревалд. Општина се налази на надморској висини од 50 метара. Површина општине износи 210,1 km². У самом мјесту је, према процјени из 2010. године, живјело 4.464 становника. Просјечна густина становништва износи 21 становника/km².